# Luchthaven Adana Sakirpasa
Luchthaven Şakirpaşa is een luchthaven op 3,5 km van de Turkse plaats Adana. De luchthaven werd geopend in 1937, ze werd toen nog voor zowel civiele als militaire vluchten gebruikt. Vanaf 1956 wordt de luchthaven enkel nog gebruikt voor civiele vluchten.

## Frequenties
- Approach: 126,5 MHz (Incirlik Approach)
- ATIS: 119.225 MHz
- Ground: 121,9 MHz
- Tower: 121,1 MHz

## Baan
Het vliegveld beschikt over één baan van asfalt van 2750 meter.